# Bill Gunston
William Tudor «Bill» Gunston OBE FRAeS (Londres, 1 de marzo del 1927-1 de junio del 2013) fue un autor británico de aviación y temas militares. Fue piloto de la Royal Air Force desde 1943 hasta 1948 y trabajó de instructor de vuelo. Pasó gran parte de su vida adulta haciendo investigación y escribiendo sobre aeronaves y aviación. Es autor de más de 350 libros y artículos. Su obra incluye muchos libros publicados por Salamander Books.
Gunston fue educado en la Pinner County Grammar School. En su tiempo libre, fue sargento de vuelo en la escuadrilla del Air Training Corps de su escuela y, durante unos meses, de bibliotecario de la Orquesta Filarmónica de Londres.
Cuando acabó al escuela, Gunston se alistó en la Royal Air Force. Fue enviado a la Universidad de Durham entre 1945 y 1946 y fue piloto durante tres ños. Pilotó muchos tipos de aviones, incluyendo el caza de reacción De Havilland Vampire. Después de dejar la RAF, Gunston comenzó a trabajar para la revista Flight International, donde escribió con el nombre de «W.T.G.» y en 1955 fue nombrado editor técnico. A partir de 1969, formó parte del equipo de producción de la publicación anual Jane's All the World's Aircraft y editó la edición de 2015/16. Fue editor de Jane's Aero-Engines desde  1995 hasta 2007.
En 1996 fue nombrado Oficial del Orden del Imperio Británico por sus servicios al periodismo de aviación.